# Gontougo

Districte de Zanzan, del que forma part la regió de Gontougo.

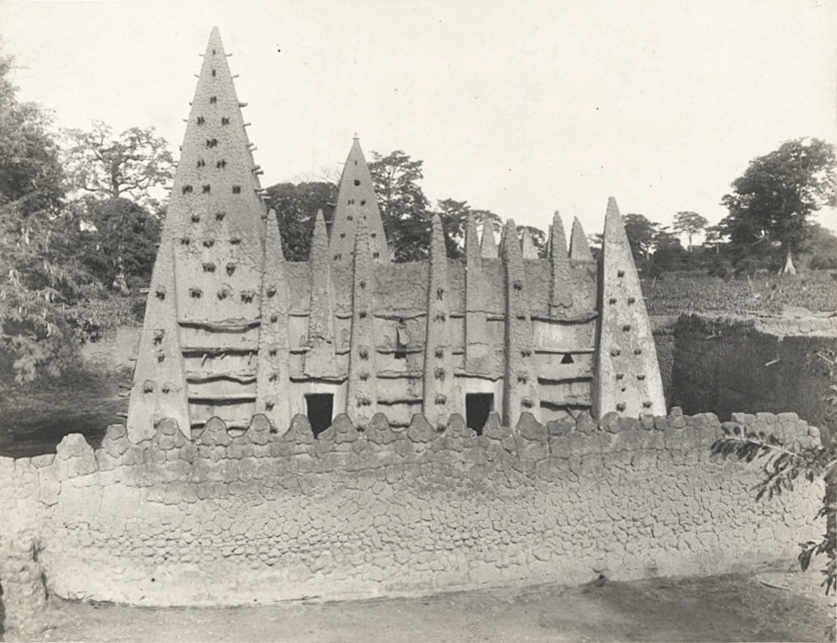
Mesquita de Bondoukou del segle XIX

Gontougo és una de les 31 regions de Costa d'Ivori. Està situada al nord-est del país africà, a l'oest de Ghana. La seva capital és la ciutat de Bondoukou, té una superfície de 16.770 km2 i 606.471 habitants. Anteriorment havia format part de la regió de Zanzan, que ara és el districte del que forma part.

## Situació geogràfica i regions veïnes
Gontougo està situada al nord-est de Costa d'Ivori i a l'est hi ha Ghana. Al nord hi té la regió de Bounkani, a l'oest la regió d'Hambol, amb la que limita pel riu Comoé i al sud hi té les regions d'Iffou i de Indenie-Djuabun.

## Etnologia i llengües
- Els brongs, que parlen la llengua abron, a Costa d'Ivori, viuen a les subprefectures de Tanda i de Bondoukou.[4]

## Departaments i municipis
Els cinc departaments de la regió de Gontougo són: Bondoukou, Tanda, Koun-fao, Sandégué i Transua. Bondoukou, Tanda, Koun-fao, Sandégué, Transua, Assuafry i Kouassi Datékro són les seves subprefectures.

## Economia
Els principals valors econòmics de Gontougo són miners i agrícoles. Hi ha mines de manganès, d'or i de bauxita.

### Agricultura
Els cultius principals de Gontougo són els anacards, el cafè, el cacau, l'oli de palma, l'hevea i cultius de productes alimentaris com el nyam, la banana, la mandioca, el pebrot, el gingebre i l'albergínia, entre d'altres.

### Turisme
Els principals atractius turístics de Gontougo són:
- Les ceràmiques de Motiamo
- Els llacs de cocodrils de Torrosanguéhi
- La mesquita i el riu de Krébio Domianbra

## Cultura
A Gontougo hi ha una gran diversitat de grups ètnics: koulangos, brongs, lobis, nafanes, djiminis, noumous, deghes, agni bones, agni binis i malinkes, entre d'altres.
Té un folklore molt ric i plural: danses tradicionals com l'Adowa, el Sacrabouri, el Kroubi, l'Obidombié, l'Awuessi i els Komian. Les seves festes tradicionals principals són la festa del nyam de la zona brong, la festa del foc (zones nafanes i gbins) i la festa del blat de moro.
En la seva gastronomia s'hi poden trobar productes com el foufou de nyam amb salsa de festucs.
El seu principal atractiu arqueològic és el Cementiri Reial dels cims Zanzan 1 i Zanzan 2.
Entre les seves rutes culturals destaquen l'antiga ruta de caravanes del nord de Costa d'Ivori i la ruta de pelegrinatge de Samory Touré.